# Gabinete de curiosidades (pódcast)
Gabinete de curiosidades es un pódcast español creado en 2019 por la escritora, guionista y creativa publicitaria Nuria Pérez. En 2022, recibió el Premio Ondas Globales del Pódcast.

## Historia
Gabinete de curiosidades se estrenó el 21 de enero de 2019, ideado por Nuria Pérez Paredes, directora, guionista y narradora. El título es un homenaje a los gabinetes de curiosidades de los primeros coleccionistas de 1638. Es un podcast narrativo sobre personajes históricos o anónimos con historias conmovedoras, inspiradoras y comprometidas.
La primera temporada contó con cinco episodios y fue producida por Nación Podcast. En 2020 y, gracias a un crowdfunding, la segunda temporada aumentó el número de episodios a ocho. Fue el primer pódcast hecho en España que tuvo una adaptación teatral con actores y música en directo. La tercera temporada, de 2021, ya producido por la plataforma Podium Podcast, incluyó el primer episodio interactivo hecho en España. La cuarta y última temporada de Gabinete de curiosidades fue emitida en 2022.
Parte del equipo que acompañó a Pérez en la producción de Gabinete de curiosidades estaba constituido por Andreu Quesada en el diseño sonoro, Jorge López y Olivia López en la dirección creativa de la página, María Jesús Espinosa de los Monteros y Lourdes Moreno en la producción ejecutiva.
A partir del pódcast, en octubre de 2022 se publicó Gabinete X: Un viaje por las historias y los objetos que construyeron una generación. El libro, escrito por Nuria Pérez, explora la vida y la nostalgia de la Generación X, que creció durante la transición de lo analógico a lo digital, recordando la última década antes de la era digital con detalles como videoclubs y cabinas telefónicas. Al año siguiente, en 2023, se publicó Cuaderno Gabinete de Curiosidades donde se incluyen ensayos escritos por miembros del equipo.
Además de las publicaciones, se han generado numerosos proyectos creativos impulsados por los oyentes de diferentes países, que han puesto en marcha grupos de viajes, clubs de lectura, obras de arte... Para recibir y catalogar todas estas iniciativas, se ha creado un apartado postal en Madrid.
El 28 de junio de 2024, la plataforma Podium Podcast eliminó al menos cuatro podcasts de todas las plataformas, entre los que se encontraba el 'Gabinete de curiosidades'. Sus creadores confirmaron la desaparición en sus redes sociales, pero sin poder dar más detalles sobre las causas. Podium Podcast no comunicó nada al respecto.

## Episodios
| Temporada | Temporada         | Episodios | Episodios | Emisión original         | Emisión original        |
| Temporada | Temporada         | Episodios | Episodios | Primera emisión          | Última emisión          |
| --------- | ----------------- | --------- | --------- | ------------------------ | ----------------------- |
|           | Primera temporada | 5         | 5         | 22 de enero de 2019      | 19 de febrero de 2019   |
|           | Segunda temporada | 8         | 8         | 17 de septiembre de 2019 | 5 de noviembre de 2019  |
|           | Tercera temporada | 8         | 8         | 27 de octubre de 2020    | 23 de diciembre de 2020 |
|           | Cuarta temporada  | 8         | 8         | 18 de enero de 2022      | 8 de marzo de 2022      |

### Primera temporada
| Núm | Título                                   | Fecha de emisión      |
| --- | ---------------------------------------- | --------------------- |
| 1   | El lugar donde no existe el tiempo       | 22 de enero de 2019   |
| 2   | Por favor, depositen aquí sus esperanzas | 29 de enero de 2019   |
| 3   | La canica que pudo cambiar el mundo      | 5 de febrero de 2019  |
| 4   | Cosas, que no son solo cosas             | 12 de febrero de 2019 |
| 5   | Y aún así, me levanto                    | 19 de febrero de 2019 |

### Segunda temporada
| Núm | Título                     | Fecha de emisión         |
| --- | -------------------------- | ------------------------ |
| 1   | ¡Hagan juego!              | 17 de septiembre de 2019 |
| 2   | Otros mundos               | 24 de septiembre de 2019 |
| 3   | De la parte de los malos   | 1 de octubre de 2019     |
| 4   | Un momento, eso es absurdo | 8 de octubre de 2019     |
| 5   | Be my valentine            | 15 de octubre de 2019    |
| 6   | La última década lenta     | 22 de octubre de 2019    |
| 7   | A todo color               | 29 de octubre de 2019    |
| 8   | Más allá del límite        | 5 de noviembre de 2019   |

### Tercera temporada
| Núm | Título                   | Fecha de emisión        |
| --- | ------------------------ | ----------------------- |
| 1   | Siguiendo un hilo blanco | 27 de octubre de 2020   |
| 2   | Siguiendo un hilo negro  | 2 de noviembre de 2020  |
| 3   | Las Herederas            | 9 de noviembre de 2020  |
| 4   | L’Omertá                 | 16 de noviembre de 2020 |
| 5   | Al otro lado             | 24 de noviembre de 2020 |
| 6   | Sakura                   | 1 de diciembre de 2020  |
| 7   | Tengo una muñeca         | 15 de diciembre de 2020 |
| 8   | El Juego de la Vida      | 23 de diciembre de 2020 |

### Cuarta temporada
| Núm | Título                         | Fecha de emisión      |
| --- | ------------------------------ | --------------------- |
| 1   | The time is now                | 18 de enero de 2022   |
| 2   | El día que se salvó la gallina | 25 de enero de 2022   |
| 3   | Hogar, dulce hogar             | 1 de febrero de 2022  |
| 4   | El nuevo guiñol                | 8 de febrero de 2022  |
| 5   | Tan solo una palabra           | 15 de febrero de 2022 |
| 6   | Ojalá nunca lo encuentres      | 22 de febrero de 2022 |
| 7   | Fuera del marco                | 1 de marzo de 2022    |
| 8   | El espectáculo va a comenzar   | 8 de marzo de 2022    |

## Obra
- 2022 – Gabinete X: Un viaje por las historias y los objetos que construyeron una generación. Nuria Pérez. Editorial Planeta. ISBN 9788408256311.
- 2023 – Cuaderno Gabinete de Curiosidades. Nuria Pérez. Editorial Tintablanca. ISBN 978-84-126361-5-4.

## Reconocimientos
Gabinete de curiosidades fue premiado en 2020 como mejor proyecto de arte y cultura en la X Edición Premios Asociación Podcast. En 2020 y 2021 fue elegido dentro de los Mejores pódcast en Apple Podcast, la plataforma de Apple de audio.
En 2022 recibió el Premio Ondas Globales del Podcast por Siguiendo un hilo blanco, siguiendo un hilo negro, el primer episodio doble de la tercera temporada del pódcast. En él, se parte del asesinato del afroamericano George Floyd, un suceso que conmocionó a toda la opinión pública. Al año siguiente, recibió el Premio Zapping 2023 a la mejor iniciativa en la red.
Está considerado un pódcast de gran impacto, siendo producido desde 2021 por Podium Podcast del grupo Prisa.